# Кірово (Тайиншинський район)
Кі́рово (каз. Киров) — село у складі Тайиншинського району Північноказахстанської області Казахстану. Адміністративний центр Кіровського сільського округу.
Населення — 480 осіб (2021; 680 у 2009, 990 у 1999, 1404 у 1989).
Національний склад станом на 1989 рік:
- росіяни — 33 %
- німці — 21 %.